# Дани Бун
Дани Бун (на френски: Dany Boon; френско произношение: [dani bun]), роден Даниел Хамиду на 26 юни 1966 година е френски комик и режисьор, действал както на сцената, така и на екрана. Той измисля сценичното си име от телевизионното шоу „Даниел Буун“. 

## Биография
Дани Бун е роден от майка французойка от северната част на страната, а баща му е алжирец. Първоначално започва своята кариера за дублиране на карикатури като изпълнява мим на улицата. През 1992 година той получава първата си роля като комик от френската телевизионна личност Патрик Себастиен, който го кани в шоуто си. Оттогава насам Бун започва да добива известност със скиците си.
След това са му предложени няколко роли във филми, сред които „Joyeux Noël“ („Весела Коледа“), който го издига на международната сцена през 2005 година.
Бун е дълбоко привързан към родния си регион, Нор-Па дьо Кале. През 2003 година прави цял спектакъл на местния диалект ch'ti, известен също като пикардски. Въпреки използването на диалектен език са продадени 600 хиляди копия на DVD (което включва френски субтитри). Никое предишно DVD с участието на един човек няма такива продажби във Франция. През февруари 2008 г. той издава филм, който също разбива френските бокс-офис рекорди – „Добре дошли при Ш'ти“, комедия, основана на предразсъдъците към региона. Две седмици след премиерата му филмът вече е бил видян от пет милиона души. След четвъртата си седмица цифрата вече е 15 милиона, а до 11 април филмът е надминал зрителската аудитория на „Голямата разходка“, след като е бил гледан от повече от 17,4 милиона души.
Той има четирима сина и една дъщеря от три различни брака. От първата му съпруга е Мехди, най-големият му син, роден през 1997 г. От втората му съпруга Жюдит Годреш, е Ное, роден на 4 септември 1999 г. От третата му съпруга Яел Харис, заради която през 2002 г. се обръща към юдаизма, е Ейтан, роден на 23 юни 2005 г., Елиа, родена на 20 декември 2006 година, и Сара, родена на 1 март 2010 г.
През 2008 г. Бун става най-добре платеният актьор в европейската филмова история.
Той е президент на церемонията за 40-ите награди „Сезар“.

## Филмография
| година | филм                                   | роля                     | режисьор          |
| ------ | -------------------------------------- | ------------------------ | ----------------- |
| 2016   | Евреите                                | Паскал                   | Иван Атал         |
| 2016   | Добрият великан                        | БФГ (френски глас)       | Стивън Спилбърг   |
| 2006   | Моят най-добър приятел                 | Бруно Були               | Патрис Лекон      |
| 2008   | От другата страна на леглото           | Хюг                      | Pascale Pouzadoux |
| 2012   | Перфектен план                         | Джен-Ив                  | Паскал Чаумеил    |
| 2010   | Benvenuti al Sud                       | Френският турист (камео) | Лука Миниеро      |
| 2012   | Астерикс и Обеликс: Бог спаси Британия | Tetedepiaf               | Лоран Тиарър      |
| 2015   | Лоло                                   | Жан-Рене                 | Жули Делпи        |
| 2009   | Micmacs                                | Базил                    | Жан-Пиер Джанет   |
| 2008   | Миа и Мигьо                            | Милу (глас)              | Жак-Реми Гиърд    |
| 2016   | Скъперник                              | Франсоа Готие            | Фред Кавайе       |
| 2005   | Валът                                  | Ричард                   | Франсис Вебер     |
| 2005   | Къщата на щастието                     | Чарлз Були               | Дани Бун сам      |
| 2008   | Добре дошли при Ш'ти                   | Антоан Байол             | Дани Бун          |
| 2011   | Нищо за обявяване                      | Матиас Дукател           | Дани Бун сам      |
| 2011   | Супер условия                          | Ромен Фауберт            | Дани Бун сам      |
| 2017   | Вземи ме с щурм                        | Еугне Фросард            | Дани Бун сам      |
| 2009   | Промяна на плановете                   | Пьотр                    | Даниел Томпсън    |
| 2004   | Веселата Коледа                        | Частен Поншел            | Кристиан Карион   |
| 1996   | Oui                                    | Вилфрид                  | Александър Жарден |
| 2013   | Eyjafjallajökull (film)                | Елайн                    | Александър Кофре  |